# Oeobia sp. nov.
Oeobia sp. nov. је изумрла врста инсекта из реда лептира (лат. Lepidoptera) и породице Pyralidae. 

## Распрострањење
Пре изумирања, само САД.

## Станиште
Врста Oeobia sp. nov. је имала станиште на копну.

## Угроженост
Ова врста је наведена као изумрла, што значи да нису познати живи примерци.